# Lanvin

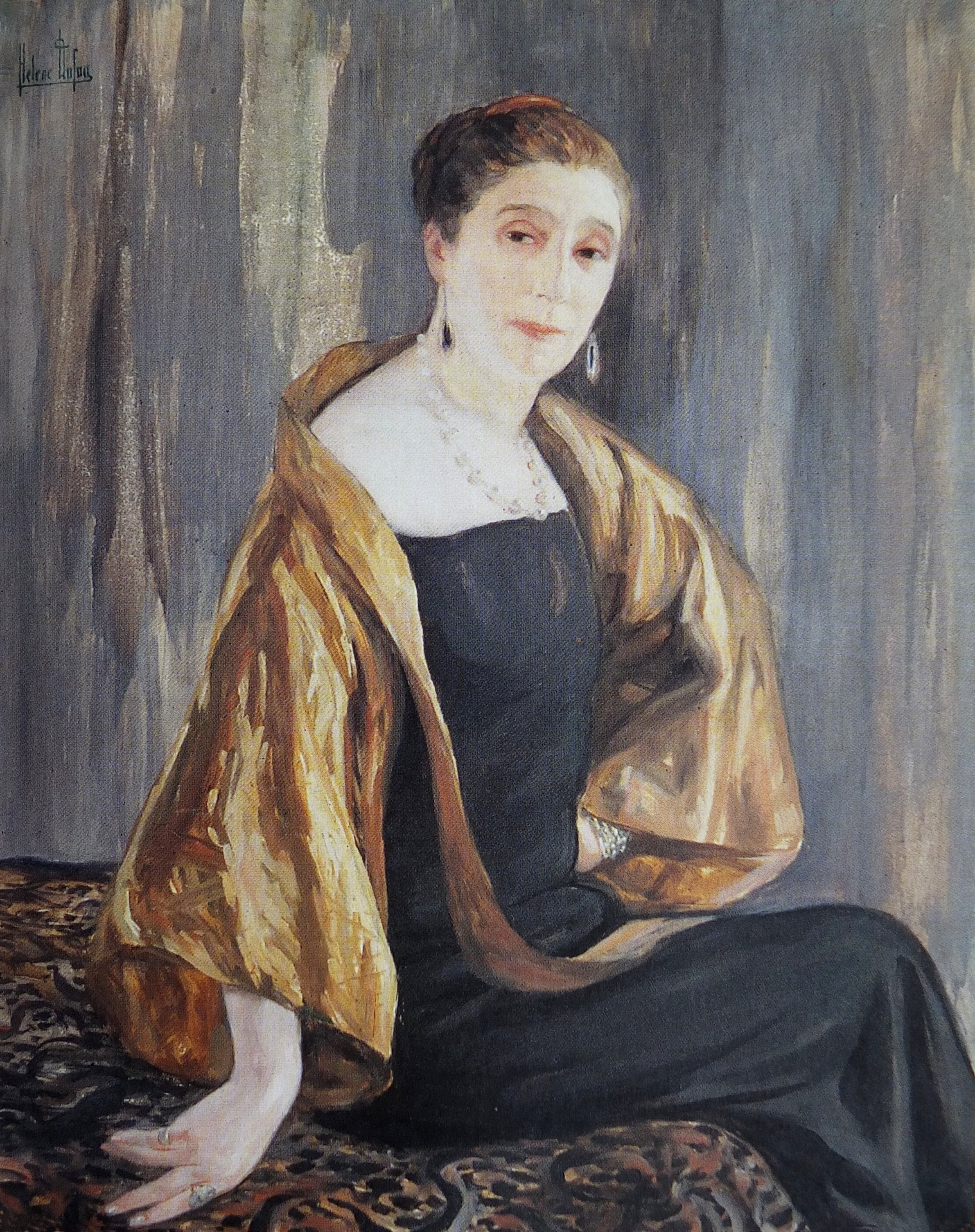
Retrat Jeanne Lanvin, 1909

Lanvin és la casa parisina d'alta costura més antiga encara en actiu, que va ser fundada per Jeanne Lanvin el 1889, i encara es conserva l'oficina original a les oficines corporatives de Lanvin a la Rue Boissy d'Anglas, a París.

## Jeanne Lanvin
Jeanne Lanvin va néixer a París l'1 de gener de 1867. Filla de Constantin Lanvin i Sophie White, i la gran d'11 fills, va aprendre l'ofici de barreter a Madame Félix a París a l'edat de 16 anys, i es va formar a Talbot com a modista abans d'obrir una barreteria, a la Rue du Faubourg Saint-Honoré, el 1889, fundant la casa Lanvin. Casada amb el comte Emilio di Pietro, va donar llum a una filla, Marguerite (també coneguda com a Marie-Blanche), la qual va convertir-se en la directora de la casa de moda Lanvin a la mort de la seva mare el 1946.

## Lanvin S.A.

### Fundació
Lanvin feia roba tan bella per la seva filla Marie-Blanche de Polignac que va començar a atreure l'atenció d'un nombre de persones amb un alt poder adquisitiu que van sol·licitar còpies pels seus propis fills. Aviat, Lanvin estava fent vestits per les mares d'aquests fills, i alguns dels noms més famosos a Europa es van incloure en la clientela de la seva nova boutique a la Rue du Faubourg Saint-Honoré, a París.
El 1909, Lanvin va unir-se al Sindicat de la Couture, que va marcar el seu estatus formal com a couturière.
A la dècada de 1920, l'imperi Lanvin incloïa una fàbrica de tints a Nanterre i va obrir botigues dedicades a la decoració de la llar, roba d'home, pells i roba interior, però la seva expansió més significativa va ser la creació de Lanvin Parfums SA el 1924, amb la introducció de "El meu Pecat" el 1925 àmpliament considerat com una fragància única, un animàlic (aldehid basat en heliotropi), que seria seguit per la seva fragància de la firma “Arpège” el 1927, inspirat pel so de la seva filla al practicar les seves escales al piano.
El 1922, Lanvin va contractar el dissenyador francès Armand-Albert Rateau per redissenyar el seu apartament, que va ser més tard exposat a Le Musee des Arts Decoratifs de París. Va néixer una forta amistat, tal que Rateau va ser contractat com a director de Lanvin-Sport i de Lanvin-Decoration. Jeanne Lanvin va ser guardonada el 1926 i el 1938 amb els títols de Chevalier i Officier de l'Order de la Légion d'Honneur francesa.
Quan Jeanne Lanvin va morir el 1946, la propietat de l'empresa va ser cedida a l'única filla de la dissenyadora, Marie-Blanche, que, al morir el 1958, com no tenia fills, la propietat de la casa Lanvin va passar a un cosí, Yves Lanvin, la descendència del qual va continuar amb l'empresa.

### Continuïtat
Des de mitjans dels anys 1960 a través de l'adquisició per part de L'Oréal, Lanvin va ser dirigit per Bernard Lanvin. El departament d'exportació era a la fàbrica original a Nanterre, on es van fer tots els perfums i s'embotellava. El 1979, Lanvin va comprar la seva independència, però el 1989, Britain Midland Bank va comprar una participació en l'empresa de la família, i va instal·lar Léon Bressler per renovar la imatge descolorida de la firma. No obstant, al febrer de 1990, Midland es va retirar de la casa Lanvin per invertir en el grup LVMH. Des que Midland va abandonar la firma, el 50% de la Cambra de Lanvin va ser adquirida per L'Oréal el 1994, el 66% el 1995 i el 100% el 1996. Sota la diversitat de L'Oréal, una sèrie de directors executius que circulen dins de la indústria de la moda francesa han dirigit l'empresa Lanvin.
L'agost de 2001, Lanvin, la casa més antiga de la moda encara en funcionament, va ser privatitzada de nou pel grup inversor Harmonie S.A., encapçalada per la senyora Shaw-Lan Wang, una magnat dels mitjans de comunicació taiwanesos. A l'octubre de 2001, Alber Elbaz va ser nomenat director artístic de Lanvin per a totes les activitats, incloses les interiors, i en el present segueix ocupant el mateix lloc a Lanvin. El 2006, Elbaz va introduir un nou embalatge per a la casa de moda, amb el color de flor nomoblidis, el to favorit de Lanvin.
El 2006, Lucas Ossendrijver va ser nomenat cap de la línia d'home, i amb una col·leccio prêt-à-porter inspirada en una pel·lícula de Jean-Luc Godard que es va estrenar amb gran èxit, va causar l'enfortiment de la marca Lanvin.
Mentre gaudeix d'una reputació basada en el luxe, Lanvin va rebre un gran encàrrec dels Estats Units el maig de 2009, quan Michelle Obama, l'actual primera dama de la Casa Blanca, va ser fotografiada vestint una popular línia de sabatilles de Lanvin en pell d'ant amb cordons de cinta grosgrain i metàl·lics i amb puntera de color rosa mentre treballava com a voluntària en un banc d'aliments a Washington, DC.
El 4 de desembre de 2009, Lanvin va obrir la seva primera boutique dels EUA a Bal Harbour, Florida.
El 2011, les vendes de Lanvin van arribar als 203 M €, sense comptar uns 4,5 M € en vendes de llicències.

### Lanvin a Espanya
El 1920, Lanvin va obrir una sucursal oficial a Barcelona, a la Rambla de Catalunya 103, i va presentar de forma regular les seves col·leccions mantenint una notable clientela local. Dirigida per Dolors Valentí i Montagne, la casa barcelonesa tenia taller propi i era l'única autoritzada a utilitzar la firma Lanvin, gràcies a la seva amistat amb la modista Carolina Montagne Roux, junt amb les dues altres sucursals oficial de l'Argentina i el Brasil. El 1926, Lanvin va participar en les desfilades de la Grand Semaine de la Couture, celebrada al restaurant Ribas de Barcelona. El 1927 va presentar, a la seu barcelonesa, la línia de camiseria i esport per a home que acabava d'estrenar a París just un any abans.
Als anys cinquanta, la filla de Jeanne Lanvin, Marie-Blanche, col·laborà amb el modista madrileny Antonio Castillo que va aconseguir que el seu nom figurés a la marca -Lanvin Castillo- fins que aquest va abandonar la casa a mitjans dels anys seixanta. El 2006 s'obre un altre cop una botiga Lanvin a Espanya.
El senyor Antoni de Montpalau, d'origen barceloní, té avui en dia una de les col·leccions més importants de peces de l'època, incloent moltes de Lanvin, les quals estaran exposades a la Fundació Antoni de Montpalau.

## Estil Lanvin
Jeanne Lanvin va apostar, quan corrien els bojos anys vint, per dissenys senzills i de colors vius. Tal va ser el seu maneig de la paleta de tonalitats que va donar nom a un blau, el blau Lanvin, cosa que pocs dissenyadors poden apuntar. A més, va crear el rosa Polignac en honor de la seva filla, i el verd Velázquez. Per conservar l'exclusivitat del seus colors, va fundar el seu propi taller de tintats a Nanterre el 1923, Tot i la seva passió pels colors, Jeanne es va aficionar particularment al negre, que considerava com el color representant del "chic ultime", color que va utilitzar tota la seva vida i que van mantenir la resta de dissenyadors de la marca després de la seva mort. Això dota les seves col·leccions d'una atemporalitat, i permet que estiguin, encara en els nostres dies, en plena vigència. I és que per això que Lanvin és una de les cases de moda més antigues i reconegudes de París. Durant els anys vint i trenta, les seves creacions, van ser fortament influïdes per l'art i la pintura que Jeanne col·leccionava al seu apartament de la Rue Barbet-de-Jouy.
L'estil Elbaz, actual dissenyador de la casa Lanvin, va ser el responsable de la resurrecció d'aquesta marca llegendària, i amb ella de l'elegància parisenca, segons alguns, i el causant de l'enorme èxit de l'etiqueta Lanvin en l'última dècada. L'adaptació de les seves creacions al cos, l'atenció als detalls, el seu bon maneig dels acabats així com el seu tractament dels teixits i les seves referències a l'edat daurada de Hollywood l'han convertit en un autèntic "blockbuster". Amant dels colors llisos, les aplicacions de cuir, i les hombreres, l'estil de Lanvin reinterpretat per Elbaz és inconfusible.

## 125 anys de Lanvin
Aquest any 2014, 125 després de la creació de la primera barreteria de Lanvin, la marca ho està celebrant d'una manera curiosa, moderna i actual: es va celebrar cada setmana d'una manera diferent, distribuint a les xarxes socials fotos inèdites de vestits, barrets, perfums i moments de la vida de Jeanne Lanvin, així com dibuixos seus, croquis, vídeos, mostraris de teles i mil curiositats més. El negoci de Lanvin està sent rodó per Madame Wang, que va comprar l'empresa en moments crítics i ha sabut treure partit al potencial de la marca. A més de les seves llicències en perfumeria i altres camps, els últims cinc anys han suposat una explosió de vendes per a la marca francesa, que ha gairebé duplicat les seves vendes a nivell mundial, passant d'uns 130 milions en ingressos l'any 2009, a 250 milions aquest any passat.
En una dècada difícil per als negocis, Lanvin està creixent en tots els mercats. Gràcies a Madame Wang i al genial Alber Elbaz, podem gaudir del renéixament d'una marca deliciosa en el seu fons i la seva forma. Jeanne Lanvin, estaria orgullosa de veure que la casa que porta el seu nom segueix sent innovadora, elegant i avantguardista.

## Col·laboracions

### Arsenal FC
El 20 de novembre de 2013, l'Arsenal FC va acollir Lanvin com a sastre oficial. Lucas Ossendrijver, dissenyador actual de Lanvin Homme, dissenyarà l'uniforme per cada membre de la plantilla per a actes oficials, incloent tots els partits de Premier League i Champions League. El contracte de moment és per dues temporades, finalitzant el 2015.
La vestimenta consta d'una jaqueta negra amb la cresta de l'escut de l'equip brodat en or, pantaló negre, una camisa Slim-fit en cotó blanc amb corbata vermella de seda, sabates negres, cinturó negre amb sivella platejada, i un parell de bessons gravats amb l'escut de l'Arsenal.

### H&M
El 2 de setembre de 2010, H&M va anunciar que Lanvin seria la seva nova col·laboració per la col·lecció d'hivern de 2010. La col·lecció seria disponible de comprar en 200 botigues a tot el món el 20 de novembre, amb una primera venda el dia anterior en exclusiva a la botiga H&M a Las Vegas. La cara principal de la col·lecció del vídeo era la supermodel Natasha Poly.
Des d'estampats florals de “oversize” en minivestits fins a samarretes d'una sola espatlla en porpra o rosa calent, passant per cintures encintades de Grosgrain i espatlles definides en estils negres atractius, la col·lecció tan esperada és una festa de la moda.